# Marco van Ginkel
Wulfert Cornelius van Ginkel, detto Marco van Ginkel (Amersfoort, 1º dicembre 1992), è un calciatore olandese, centrocampista svincolato.

## Caratteristiche tecniche
È un calciatore completo, dotato di una grande tecnica individuale e di una buona fisicità; è molto abile nel tiro dalla distanza con entrambi i piedi.

## Carriera

### Club

#### Vitesse
Dopo aver trascorso nove anni nelle giovanili del Stichting Betaald Voetbal Vitesse, esordisce in prima squadra a 17 anni il 9 aprile 2010 subentrando al 67º a Nicky Hofs nella sconfitta esterna per 4-1 contro il Waalwijk. Il 14 agosto successivo, durante l'incontro di campionato contro l'Ajax valevole per la seconda giornata della Eredivisie 2010-2011, segna la sua prima rete da professionista.

#### Chelsea
Il 4 luglio 2013 viene acquistato dal Chelsea per circa 10 milioni di euro, firmando un contratto di cinque anni. Debutta contro l'Hull City. Il 18 settembre gioca la sua prima partita di Champions League contro il Basilea. Una settimana più tardi, durante la partita contro lo Swindon Town, si infortuna gravemente al ginocchio complice una zolla nel posto sbagliato.

#### Vari prestiti
Dopo nove mesi di recupero torna a disposizione dei Blues, che il 1º settembre 2014 lo cedono in prestito al Milan. Esordisce con la maglia rossonera il 23 settembre seguente, in occasione della partita pareggiata per 2-2 sul campo dell'Empoli. Con la squadra milanese, allenata da Filippo Inzaghi, Van Ginkel trova abbastanza spazio, senza tuttavia riuscire a trovare una piena sintonia con le scelte del tecnico. Esordisce in Coppa Italia nei quarti di finale contro la Lazio il 27 gennaio 2015. Il primo ed unico gol in maglia rossonera arriva il 9 maggio nella sfida interna contro la Roma per il momentaneo 1-0, partita terminata col risultato di 2-1. Complessivamente con il Milan colleziona 18 presenze e 1 gol e a fine stagione; scaduto il prestito, torna al Chelsea.
Il 10 luglio 2015 passa in prestito agli inglesi dello Stoke City. Il 9 agosto seguente fa il suo esordio con la nuova maglia, nella sconfitta per 0-1 contro il Liverpool al Britannia Stadium. Il 31 gennaio 2016 i Potters decidono di interrompere il prestito del giocatore, che fa quindi ritorno al Chelsea.
Il 2 febbraio 2016 viene ceduto in prestito al PSV Eindhoven. Con la squadra olandese segna otto gol in 13 partite, vincendo la Eredivisie all'ultima giornata. Al termine della stagione fa ritorno al Chelsea.
Il 3 gennaio 2017 viene nuovamente ceduto in prestito al PSV Eindhoven, non rientrando nelle scelte del tecnico Antonio Conte. All'esordio nella nuova stagione di campionato con il PSV, Van Ginkel va in gol e si ripete nella giornata successiva. Il 9 aprile mette a segno una doppietta, la terza con la maglia del PSV, ai danni del Willem II. Ancora in prestito ai biancorossi, nel 2017/2018 segna ben 16 gol complessivi.

#### Ritorno al Chelsea, al PSV e al Vitesse
A fine stagione torna al Chelsea dove in due anni non avrà mai modo di giocare per via di un grave infortunio a un ginocchio.
Nonostante il mancato impiego, il 26 giugno 2020 firma un contratto annuale con il club londinese e per poi fare ritorno il 6 ottobre PSV. Torna a giocare il 13 gennaio 2021, a 2 anni e 8 mesi dall’ultima volta, nei minuti finali di PSV-AZ 1-3.
Il 18 giugno dello stesso anno  diventa a tutti gli effetti un giocatore del PSV con cui firma un contratto biennale.
Il 31 gennaio 2023 van Ginkel lascia il PSV - dopo 115 presenze e 33 gol - per tornare, dopo quasi 10 anni, al Vitesse allenato da Philip Cocu, suo allenatore a Eindhoven tra il 2016 e il 2018.

### Nazionale
Il 1º settembre 2011, a 18 anni, esordisce con la maglia dell'Under-21 nella vittoria esterna delle qualificazioni agli Europei di categoria 2013 contro i pari età della Bulgaria. Proprio contro i bulgari, nella partita di ritorno, segna la sua prima rete con questa selezione.
Il 14 novembre 2012 fa il suo esordio con la nazionale maggiore, subentrando al 59º a Ibrahim Afellay nell'amichevole giocata ad Amsterdam contro la Germania (1-0). Il 9 marzo 2017, in seguito ad un'assenza di quasi un anno, ritorna in maglia Orange, entrando in campo nei minuti finali di Olanda-Bulgaria.

## Statistiche

### Presenze e reti nei club
Statistiche aggiornate al 13 febbraio 2025.
| Stagione        | Squadra         | Campionato      | Campionato | Campionato | Coppe nazionali | Coppe nazionali | Coppe nazionali | Coppe continentali | Coppe continentali | Coppe continentali | Altre coppe | Altre coppe | Altre coppe | Totale | Totale |
| Stagione        | Squadra         | Comp            | Pres       | Reti       | Comp            | Pres            | Reti            | Comp               | Pres               | Reti               | Comp        | Pres        | Reti        | Pres   | Reti   |
| --------------- | --------------- | --------------- | ---------- | ---------- | --------------- | --------------- | --------------- | ------------------ | ------------------ | ------------------ | ----------- | ----------- | ----------- | ------ | ------ |
| 2008-2009       | Vitesse         | ED              | 0          | 0          | CO              | 0               | 0               | -                  | -                  | -                  | -           | -           | -           | 0      | 0      |
| 2009-2010       | Vitesse         | ED              | 4          | 0          | CO              | 2               | 0               | -                  | -                  | -                  | -           | -           | -           | 6      | 0      |
| 2010-2011       | Vitesse         | ED              | 30         | 5          | CO              | 4               | 1               | -                  | -                  | -                  | -           | -           | -           | 34     | 6      |
| 2011-2012       | Vitesse         | ED              | 30         | 5          | CO              | 4               | 1               | -                  | -                  | -                  | -           | -           | -           | 34     | 6      |
| 2012-2013       | Vitesse         | ED              | 33         | 8          | CO              | 0               | 0               | UEL                | 4                  | 3                  | -           | -           | -           | 37     | 11     |
| 2013-2014       | Chelsea         | PL              | 2          | 0          | FACup+CdL       | 0+1             | 0               | UCL                | 1                  | 0                  | SU          | 0           | 0           | 4      | 0      |
| 2014-2015       | Milan           | A               | 17         | 1          | CI              | 1               | 0               | -                  | -                  | -                  | -           | -           | -           | 18     | 1      |
| 2015-gen. 2016  | Stoke City      | PL              | 17         | 0          | FACup+CdL       | 2+2             | 0               | -                  | -                  | -                  | -           | -           | -           | 21     | 0      |
| gen.-giu. 2016  | PSV             | ED              | 13         | 8          | CO              | 1               | 0               | UCL                | 1                  | 0                  | -           | -           | -           | 14     | 8      |
| 2016-2017       | PSV             | ED              | 15         | 7          | CO              | 0               | 0               | -                  | -                  | -                  | -           | -           | -           | 15     | 7      |
| 2017-2018       | PSV             | ED              | 28         | 14         | CO              | 3               | 2               | UEL                | 2                  | 0                  | -           | -           | -           | 33     | 16     |
| 2018-2019       | Chelsea         | PL              | 0          | 0          | FACup+CdL       | 0               | 0               | UEL                | 0                  | 0                  | CS          | 0           | 0           | 0      | 0      |
| 2019-2020       | Chelsea         | PL              | 0          | 0          | FACup+CdL       | 0               | 0               | UCL                | 0                  | 0                  | SU          | 0           | 0           | 0      | 0      |
| Totale Chelsea  | Totale Chelsea  | Totale Chelsea  | 2          | 0          |                 | 1               | 0               |                    | 1                  | 0                  |             | 0           | 0           | 4      | 0      |
| 2020-2021       | PSV             | ED              | 11         | 1          | CO              | 0               | 0               | UEL                | 1                  | 0                  | -           | -           | -           | 12     | 1      |
| 2021-2022       | PSV             | ED              | 23         | 1          | CO              | 1               | 0               | UCL+UEL+UECL       | 6+4+1              | 1+0+0              | SO          | 1           | 0           | 36     | 2      |
| 2022-gen. 2023  | PSV             | ED              | 1          | 0          | CO              | 0               | 0               | UCL+UEL            | 3+0                | 0+0                | SO          | 0           | 0           | 1      | 0      |
| Totale PSV      | Totale PSV      | Totale PSV      | 91         | 31         |                 | 5               | 2               |                    | 18                 | 0                  |             | 1           | 0           | 115    | 34     |
| gen.-giu. 2023  | Vitesse         | ED              | 13         | 2          | CO              | 0               | 0               | -                  | -                  | -                  | -           | -           | -           | 13     | 2      |
| 2023-2024       | Vitesse         | ED              | 30         | 7          | CO              | 2               | 0               | -                  | -                  | -                  | -           | -           | -           | 32     | 7      |
| Totale Vitesse  | Totale Vitesse  | Totale Vitesse  | 140        | 27         |                 | 12              | 2               |                    | 4                  | 3                  |             | -           | -           | 156    | 32     |
| feb.-giu. 2025  | Boavista        | PL              | -          | -          | CP              | -               | -               | -                  | -                  | -                  | -           | -           | -           | -      | -      |
| Totale carriera | Totale carriera | Totale carriera | 267        | 59         |                 | 23              | 4               |                    | 23                 | 3                  |             | 1           | 0           | 314    | 67     |

### Cronologia presenze e reti in nazionale
| Cronologia completa delle presenze e delle reti in nazionale ― Paesi Bassi | Cronologia completa delle presenze e delle reti in nazionale ― Paesi Bassi | Cronologia completa delle presenze e delle reti in nazionale ― Paesi Bassi | Cronologia completa delle presenze e delle reti in nazionale ― Paesi Bassi | Cronologia completa delle presenze e delle reti in nazionale ― Paesi Bassi | Cronologia completa delle presenze e delle reti in nazionale ― Paesi Bassi | Cronologia completa delle presenze e delle reti in nazionale ― Paesi Bassi | Cronologia completa delle presenze e delle reti in nazionale ― Paesi Bassi |
| Data                                                                       | Città                                                                      | In casa                                                                    | Risultato                                                                  | Ospiti                                                                     | Competizione                                                               | Reti                                                                       | Note                                                                       |
| -------------------------------------------------------------------------- | -------------------------------------------------------------------------- | -------------------------------------------------------------------------- | -------------------------------------------------------------------------- | -------------------------------------------------------------------------- | -------------------------------------------------------------------------- | -------------------------------------------------------------------------- | -------------------------------------------------------------------------- |
| 14-11-2012                                                                 | Amsterdam                                                                  | Paesi Bassi                                                                | 0 – 0                                                                      | Germania                                                                   | Amichevole                                                                 | -                                                                          | 59’                                                                        |
| 14-8-2013                                                                  | Faro                                                                       | Portogallo                                                                 | 1 – 1                                                                      | Paesi Bassi                                                                | Amichevole                                                                 | -                                                                          | 46’                                                                        |
| 29-3-2016                                                                  | Londra                                                                     | Inghilterra                                                                | 1 – 2                                                                      | Paesi Bassi                                                                | Amichevole                                                                 | -                                                                          | 79’                                                                        |
| 27-5-2016                                                                  | Dublino                                                                    | Irlanda                                                                    | 1 – 1                                                                      | Paesi Bassi                                                                | Amichevole                                                                 | -                                                                          | 70’                                                                        |
| 1-6-2016                                                                   | Danzica                                                                    | Polonia                                                                    | 1 – 2                                                                      | Paesi Bassi                                                                | Amichevole                                                                 | -                                                                          | 71’                                                                        |
| 4-6-2016                                                                   | Vienna                                                                     | Austria                                                                    | 0 – 2                                                                      | Paesi Bassi                                                                | Amichevole                                                                 | -                                                                          | 71’                                                                        |
| 3-9-2017                                                                   | Amsterdam                                                                  | Paesi Bassi                                                                | 3 – 1                                                                      | Bulgaria                                                                   | Qual. Mondiali 2018                                                        | -                                                                          | 86’                                                                        |
| 14-11-2017                                                                 | Bucarest                                                                   | Romania                                                                    | 0 – 3                                                                      | Paesi Bassi                                                                | Amichevole                                                                 | -                                                                          | 62’                                                                        |
| Totale                                                                     |                                                                            | Presenze                                                                   | 8                                                                          |                                                                            | Reti                                                                       | 0                                                                          |                                                                            |

## Palmarès

### Club
- Campionato olandese: 2

PSV: 2015-2016, 2017-2018
- Supercoppa dei Paesi Bassi: 1

PSV: 2021
- Coppa dei Paesi Bassi: 1

PSV: 2021-2022

### Individuale
- Miglior talento dell'anno in Eredivisie: 1

2012-2013